# Naveil
 Naveil  es una población y comuna francesa, en la región de Centro, departamento de Loir y Cher, en el distrito de Vendôme y cantón de Vendôme-1.

## Demografía
| 1259 | 1368 | 1358 | 1657 | 1855 | 1833 |
| Para los censos de 1962 a 1999 la población legal corresponde a la población sin duplicidades (Fuente: INSEE [Consultar]) |      |      |      |      |      |